# 100もの扉
「100もの扉」（ひゃくものとびら）は、愛内里菜&三枝夕夏のシングル。コーラスをスパークリング☆ポイントが担当している。

## 概要
- 本人たちのコメントによると、大野から曲を受け取り、「扉」というテーマを決め、1番を三枝が、2番を愛内が作詞を担当した。

## 収録曲
1. 100もの扉
作詞：愛内里菜&三枝夕夏、作曲：大野克夫、編曲：古井弘人
  - 読売テレビ・日本テレビ系アニメ『名探偵コナン』オープニングテーマ（同アニメ放送10周年記念特別企画）。
  - 三枝夕夏がボーカルを務めているバンド「三枝夕夏 IN db」の16thシングル「Everybody Jump」のカップリング曲に「100もの扉 -U-ka Solo Version-」として、葉山たけしの編曲によってセルフカバーされている。
2. 謎 -rearrange version-
作詞・作曲：小松未歩、編曲：葉山たけし
  - 同レーベル所属の小松未歩の「謎」のカバー。原曲は、アニメ『名探偵コナン』3代目オープニングテーマに使用された。
3. Still for your love -rearrange version-
作詞：三好真美、作曲：三好誠、編曲：葉山たけし
  - 同レーベル所属のrumania montevideoの「Still for your love」のカバー。原曲は、アニメ『名探偵コナン』7代目エンディングテーマに使用された。
4. 100もの扉 (TV version)
5. 100もの扉 (Instrumental)

### DVD（初回限定盤のみ）
「100もの扉」プロモーションビデオ&ライブ映像 (FROM THURSDAY LIVE 06.3.23＠hillsパン工場)

## 収録アルバム
- U-ka saegusa IN db III（#1）
- THE BEST OF DETECTIVE CONAN 3 〜名探偵コナン テーマ曲集3〜（#1）